# Svobodný Libanon
Stát Svobodný Libanon (rusky دولة لبنان الحرة, Dawlat Lubnān al-Ḥurra) byl separatistický
mezinárodně neuznaný stát v letech 1979–1984, tj. v době libanonské občanské války. Tento de facto křesťanský státní útvar se nacházel na pomezí Izraele a Libanonu. Hlavou státu byl prezident Saad Haddad, který vyhlásil nezávislost Svobodného Libanonu 18. dubna 1979. Původně vojenský důstojník byl prezidentem po celou dobu existence této mezinárodně neuznané republiky.